# (12443) Paulsydney
(12443) Paulsydney (1996 EQ2) – planetoida z pasa głównego asteroid okrążająca Słońce w ciągu 5,48 lat w średniej odległości 3,11 j.a. Odkryta 15 marca 1996 roku.